# (21663) Banat
(21663) Banat est un astéroïde de la ceinture principale.

## Description
(21663) Banat est un astéroïde de la ceinture principale. Il fut découvert le 3 septembre 1999 à Heppenheim par l'observatoire de Starkenburg. Il présente une orbite caractérisée par un demi-grand axe de 3,05 UA, une excentricité de 0,14 et une inclinaison de 9,3° par rapport à l'écliptique.

## Compléments